# Fédération polonaise de handball
La Fédération polonaise de handball, en polonais Związek Piłki Ręcznej w Polsce (ZPRP), est l'organisation nationale chargée de gérer et de promouvoir la pratique du handball en Pologne.
Son siège social est situé à Varsovie.
La fédération s'occupe:
- Équipe de Pologne masculine de handball
- Équipe de Pologne féminine de handball
- Championnat de Pologne masculin de handball
- Championnat de Pologne féminin de handball